# Puchar Polski w piłce nożnej (1956/1957)
Puchar Polski w piłce nożnej mężczyzn w sezonie 1956/1957 – 7. edycja rozgrywek, mających na celu wyłonienie zdobywcy Pucharu Polski. Zwycięzcą rozgrywek został ŁKS Łódź, dla którego był to pierwszy Puchar Polski w historii klubu. 
Mecz finałowy odbył się 20 lipca 1957 na Stadionie ŁKS-u w Łodzi.

## Runda eliminacyjna
| Drużyna 1          | Wynik          | Drużyna 2                     |
| ------------------ | -------------- | ----------------------------- |
| Szombierki Bytom   | 0:1            | AKS Chorzów                   |
| Błękitni Kielce    | 3:1            | Stal Mielec                   |
| Lublinianka Lublin | 1:4            | Polonia Warszawa              |
| Górnik Wałbrzych   | 3:2            | Naprzód Lipiny                |
| Hetman Białystok   | 1:4            | Łużyce Lubań                  |
| PTC Pabianice      | 2:1            | Polonia Gdańsk                |
| Zawisza Bydgoszcz  | 3:1            | Odra Opole                    |
| Warmia Olsztyn     | 4:3 pd.        | Garbarnia Kraków              |
| Polonia Świdnica   | 0:6            | Wisła Kraków                  |
| Marymont Warszawa  | 5:1            | Górnik Radlin                 |
| ŁKS II Łódź        | 3:0            | Poznań (reprezentacja miasta) |
| Stal Szczecin      | 4:2 I mecz 0:3 | Wybrzeże Gdańsk               |
| Arka Nowa Sól      | 4:3            | Wanda Kraków                  |

## 1/16 finału
Do rywalizacji dołączyły zespoły z I ligi i górna część tabeli II ligi.
| Drużyna 1                       | Wynik   | Drużyna 2          |
| ------------------------------- | ------- | ------------------ |
| Karpaty Krosno                  | 5:1 pd. | CWKS Bydgoszcz     |
| Unia Racibórz                   | 3:2     | Polonia Bytom      |
| Polonia Warszawa                | 1:0     | Cracovia           |
| Konstal Chorzów                 | 3:4     | Zagłębie Sosnowiec |
| Lechia Gdańsk                   | 2:1 pd. | AKS Chorzów        |
| Arka Nowa Sól                   | 0:8     | Ruch Chorzów       |
| ŁKS II Łódź                     | 1:2     | Górnik Zabrze      |
| Zawisza Bydgoszcz               | 1:3     | Lech Poznań        |
| Warmia Olsztyn                  | 1:2     | Gwardia Warszawa   |
| Łużyce Lubań                    | 1:2     | Wawel Kraków       |
| PTC Pabianice                   | 2:5     | Górnik Wałbrzych   |
| Warta Poznań                    | 1:3     | ŁKS Łódź           |
| Błękitni Kielce                 | 3:2     | Polonia Bydgoszcz  |
| Warszawa (reprezentacja miasta) | 0:3 w/o | Wisła Kraków       |
| Czarni Słupsk                   | 0:3 w/o | Wybrzeże Gdańsk    |
| Marymont Warszawa               | 0:7     | Legia Warszawa     |

## 1/8 finału
| Drużyna 1        | Wynik | Drużyna 2          |
| ---------------- | ----- | ------------------ |
| Karpaty Krosno   | 0:1   | Unia Racibórz      |
| Polonia Warszawa | 0:1   | Zagłębie Sosnowiec |
| Lechia Gdańsk    | 0:3   | Górnik Zabrze      |
| Ruch Chorzów     | 2:1   | Legia Warszawa     |
| Lech Poznań      | 2:5   | Gwardia Warszawa   |
| Wawel Kraków     | 0:1   | Górnik Wałbrzych   |
| ŁKS Łódź         | 2:0   | Wybrzeże Gdańsk    |
| Wisła Kraków     | 9:0   | Błękitni Kielce    |

## Ćwierćfinały
| Drużyna 1        | Wynik   | Drużyna 2          |
| ---------------- | ------- | ------------------ |
| ŁKS Łódź         | 2:1 pd. | Wisła Kraków       |
| Gwardia Warszawa | 4:0     | Górnik Wałbrzych   |
| Unia Racibórz    | 3:1     | Zagłębie Sosnowiec |
| Górnik Zabrze    | 2:1 pd. | Ruch Chorzów       |

## Półfinały
| Drużyna 1        | Wynik | Drużyna 2     |
| ---------------- | ----- | ------------- |
| Gwardia Warszawa | 0:1   | ŁKS Łódź      |
| Unia Racibórz    | 2:7   | Górnik Zabrze |

## Finał
Spotkanie finałowe odbyło się 20 lipca 1957 na Stadionie ŁKS-u w Łodzi. Frekwencja na stadionie wyniosła 20 000 widzów. Mecz sędziował Edward Ignaszewski z Krakowa. Mecz zakończył się zwycięstwem ŁKS-u 2:1. Bramki dla ŁKS-u zdobyli Stanisław Baran w 21. minucie oraz Kazimierz Kowalec w 66. minucie. Bramkę dla Górnika strzelił Ernest Pohl w 70. minucie. 
| 20 lipca 1957 | ŁKS Łódź · Baran 21' · Kowalec 66' | 2:11:0Raport | Górnik Zabrze · Pohl 70' | Stadion ŁKS-u, Łódź Widzów: 20 000 Sędzia: Edward Ignaszewski (Kraków) |
|               |                                    |              |                          |                                                                        |

| ŁKS ŁÓDŹ       |  |                     |
|                |  |                     |
|                |  |                     |
| BR             |  | Henryk Szczurzyński |
| OB             |  | Józef Walczak       |
| OB             |  | Stanisław Wlazły    |
| OB             |  | Henryk Szczepański  |
| OB             |  | Wiesław Jańczyk     |
| PO             |  | Robert Grzywocz     |
| PO             |  | Leszek Jezierski    |
| PO             |  | Stanisław Baran     |
| NA             |  | Henryk Szymborski   |
| NA             |  | Władysław Soporek   |
| NA             |  | Kazimierz Kowalec   |
| Trener:        |  |                     |
| Władysław Król |  |                     |

| GÓRNIK ZABRZE |  |                  |
|               |  |                  |
| BR            |  | Józef Machnik    |
| OB            |  | Stefan Florenski |
| OB            |  | Antoni Franosz   |
| OB            |  | Henryk Czech     |
| OB            |  | Ginter Gawlik    |
| PO            |  | Marian Olejnik   |
| PO            |  | Henryk Szalecki  |
| PO            |  | Ernest Pohl      |
| NA            |  | Edward Jankowski |
| NA            |  | Edmund Kowal     |
| NA            |  | Roman Lentner    |
| Trener:       |  |                  |
| Zoltán Opata  |  |                  |

| Puchar Polski (1956/57) |
| ----------------------- |
| ŁKS Łódź Pierwszy Tytuł |